# Мапуто (провинция)
Мапуто (на португалски: Maputo) е провинция в Мозамбик. Разположена е в южната част на Мозамбик. Тя не включва самият град Мапуто, който има статут на отделна провинция. Площта ѝ е 26 011 квадратни километра, а населението – 1 908 078 души (по преброяване от август 2017 г.). Столицата на провинцията е град Матола.